# Gustavo Guardia
Ubaldo Gustavo Guardia (8 giugno 1977) è un ex calciatore panamense, di ruolo difensore.

## Carriera

### Club
Ha giocato per gran parte della propria carriera al Tauro.

### Nazionale
Ha debuttato in Nazionale il 7 gennaio 2000, nell'amichevole Panama-Guatemala (4-1). Ha partecipato, con la Nazionale, alla CONCACAF Gold Cup 2005. Ha collezionato in totale, con la maglia della Nazionale, 41 presenze.